# Oleg Kapliński
Oleg Kapliński (ur. 1942 w Wilnie) – polski profesor nauk technicznych. Przez 4 kadencje kierował sekcją Inżynieria Przedsięwzięć Budowlanych w Polskiej Akademii Nauk. Wielokrotnie wybierany na członka Komitetu Inżynierii Lądowej i Wodnej PAN. Jest międzynarodowym członkiem Ukraińskiej Akademii Budownictwa. Uniwersytet Techniczny im. Giedymina w Wilnie nadał mu godność doktora honoris causa.
Syn architekta Rościsława Kaplińskiego.